# 厌恶剂
厌恶剂（Aversive agent）是一种向有毒的家庭应用品中添加，防止儿童和动物误食的一种带有怪味的物质。厌恶剂仅仅应当具有不好的味道，而不应当有害。例如为防止儿童摄入有毒却带有甜味的防冻剂，人们就会在其中加入厌恶剂。
厌恶剂主要有两种：苦味剂，一种带有苦味的化学制剂，和辛味剂（pungent agents），一种产生刺激性怪味的化学制剂。
一些热力公司会向暖气中的热水添加厌恶剂，以防失窃。

## 参看
- 苦味剂
- 混淆品，以欺诈为目的向食物中恶意添加的物质，例如三聚氰胺之类合法原料的替代物。
- 变性（食品），因多种不同原因，在食品中故意添加不好的味道或有毒物质来防止摄入。
- 苯甲地那铵（Denatonium benzoate，BITTER+PLUS 或 Bitrex）又称苦精，经常作为厌恶剂用在家庭用品中。
- 天然氣#安全